# Беренштам Вільям Людвігович
Вільям (Вільгельм) Людвігович Береншта́м (9 (21) листопада 1839 , Київ  — 10 (23) листопада 1904 , Київ ) — український громадський діяч, педагог, учений-археолог, активний співробітник газети «Киевский телеграф», журналу «Киевская старина».

## Життєпис
Син купця 1 гільдії Людвіга Іоанна Беренштама, єврея-лютеранина, який приїхав до Києва з Мітави (Курляндія). Студентом брав участь в організації недільних шкіл.
Закінчив Першу київську гімназію (1857).

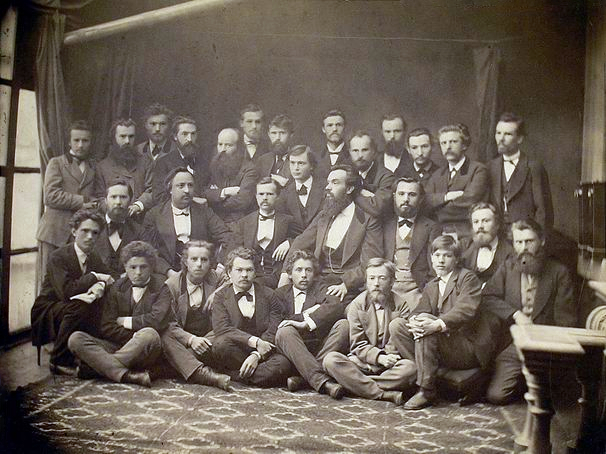
Київська «стара» громада разом зі студентською, 1874 р. Зліва направо: перший ряд: невідомо, Комарецький, невідомий представник студентської громади, Олександр Русів (скарбник), Іродіон Житецький, Волянський, Трохим Біленький, Михайло Левченко;
другий ряд: Микола Лисенко, Павло Чубинський, Іван Нечуй-Левицький, Михайло Старицький, Орест Левицький (делегат студентів при старій громаді), Діаконенко;
третій ряд: Фаворський, Михайло Драгоманів, Петро Косач (?), Білоусів, Микола Ковалевський, Пащенко, Хведір Вовк, Володимир Антонович, Микола Вербицький, Вільям Беренштам, невідомо, невідомо, Павло Житецький, невідомо.

В 1857—1862 роках навчався у Київському університеті, закінчив історико-філологічний факультет. Зі студентських років брав участь в організації недільних шкіл у Києві, згодом працював у гімназіях Кам'янця-Подільського (1864—1867), Києва (військова гімназія) (1868—1879). Активний учасник Київської громади.

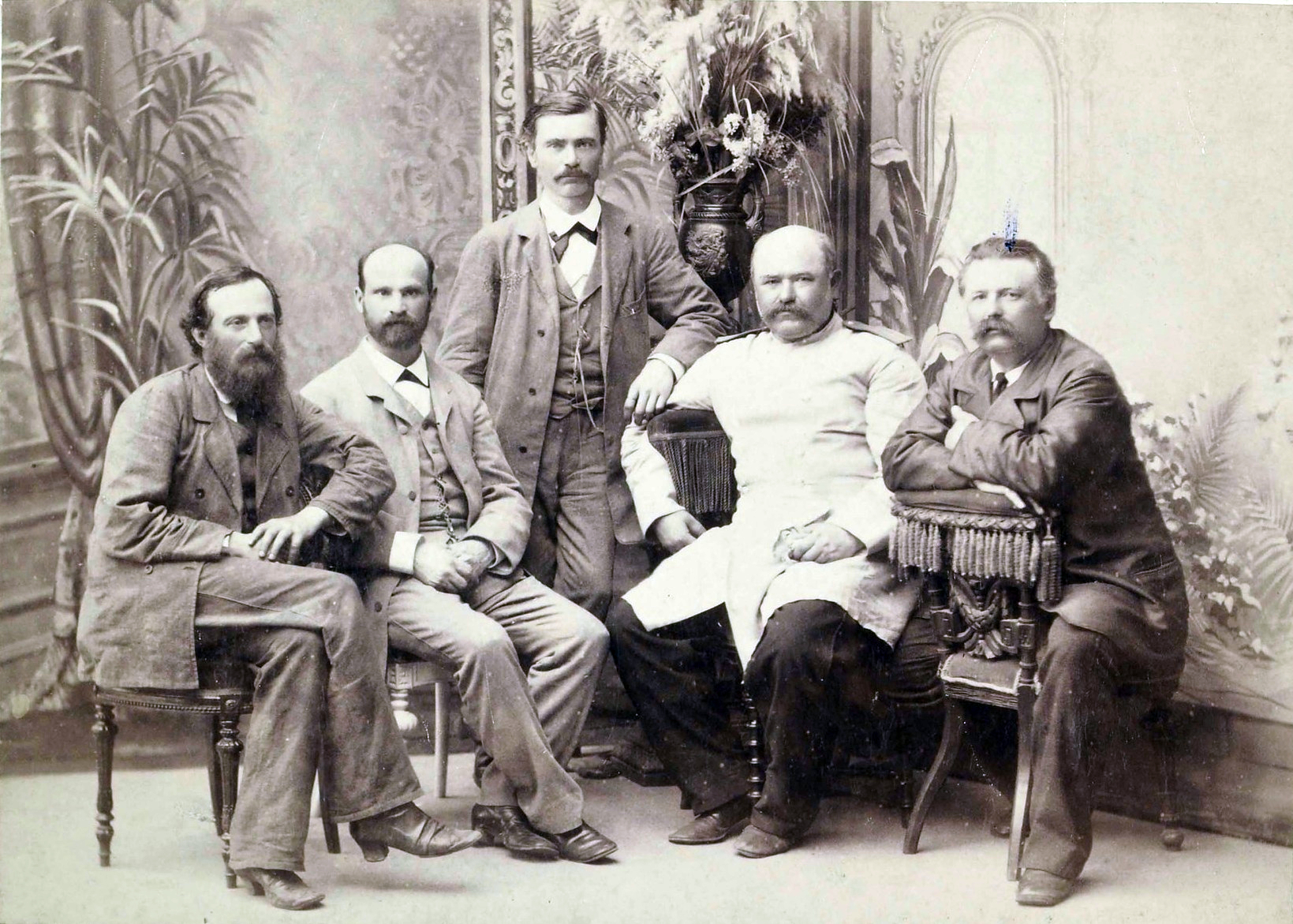
Хлопомани близько 1873 р. Зліва направо: Т. Рильський, В. Беренштам, В. Антонович, Ф. Т. Панченко, Б. Познанський

У січні 1861 підписав листа викладачів недільних шкіл до Тараса Шевченка з подякою за надіслані для потреб шкіл примірники «Кобзаря».
У 1876 році виїхав до Росії, де викладав у гімназіях Пскова (1879) і Петербурга (1880—1898). До Києва повернувся в 1898 році. Все життя усно і друковано пропагував твори Шевченка. Навіть в умовах дії Валуєвського циркуляра та Емського акту домігся перевидання «Кобзаря» у Петербурзі (1883).
В 1890-х роках в Петребурзі брав участь в організації панахид по Шевченку.
Беренштам — упорядник творів Шевченка, виданих в 1883 і 1884 роках в Петербурзі. Був одним з організаторів Товариства імені Тараса Григоровича Шевченка для допомоги нужденним уродженцям Південної Росії, що вчаться у вищих навчальних закладах Санкт-Петребурга (1898).

Помер 10 (23) листопада 1904 року. Похований на Байковому цвинтарі в Києві. На надгробному камені був напис: 
|  | Як хочеш, ти вчиняй, Що хочеш, говори, Ти на могильний камінь мій Ні-ні та й подиви. |

Могила Беренштама була зруйнована в 1970-ті роки, а в 1981-му и 1984-му на цьому місці зроблені нові захоронення і поставлені пам'ятники.

## Родина
Дружина: Зінаїда Орестівна, дочка філософа Ореста Марковича Новицького.
Донька: Марія Беренштам (1869—1932) — літератор, педагог, дружина філософа Богдана Кістяківського та мати фізика Георгія (Джорджа) Кістяківського і зоолога Олександра Кістяківського.
Сини:
- Володимир Вільямович Беренштам (30 грудня 1870 (12 січня 1871), Київ — 31 жовтня 1931, Ленінград) — російський адвокат, публіцист. Працював санітаром у Саратовській губернії під час епідемії тифу та холери. Був на засланні у Полтаві. Був присяжним повіреним у Санкт-Петербурзі. Учасник групи політичних захисників. Виступав як адвокат на відомих політичних процесах: у справі І. П. Каляєва (1905). За більшовиків недовго виконував обов'язки юрисконсульта в торгпредстві в Празі. Автор літературних нарисів, зокрема нарису, присвяченому Л. Д. Троцкому, ролі та особистості якого В. В. Беренштам надавав великого значення. У 1905 р. зробив серію фотографій Троцького, які були опубліковані в книзі Д. Ф. Сверчкова «На зорі революції» (Л., 1925). Похований на Козацькому цвинтарі Олександро-Невської лаври. Могила Беренштама знищена у 1970-і роки, а 1981-го та 1984-го на цьому місці зроблено нові поховання та поставлено пам'ятники. «Перший робітник адвокат у Росії та політичний захисник» — напис на пам'ятнику з червоного граніту. Могила знаходиться: 10 рядів праворуч від Собору, 3-я могила. Література: Нове російське слово. Нью-Йорк, 1931. — № 6871 від 19.11. (Некролог). В. Н. Чуваков. Незабуті могили: російське зарубіжжя: некрологи 1917—1997: у шести томах (том 1), Російська державна бібліотека. Відділ літератури російського зарубіжжя. — Російська державна бібліотека, 1999. — С. 286. — 659 с.
- Михайло Вільямович Беренштам (1872—1932) — Зі студентських років брав участь у громадській роботі. Адвокат. Наприкінці 1890-х разом із братом став ініціатором створення безкоштовних юридичних консультацій, юридичної допомоги робітникам, колективних захистів; на основі яких у Петербурзі виник гурток молодих адвокатів. Брав участь у розробці законопроекту про врегулювання праці сільськогосподарських робітників, потім у роботі юридичної комісії Петербурзького комітету народницьких груп. З 30 січня 1902 року виконував обов'язки товариша голови Ради присяжних повірених при Санкт-Петербурзькій судовій палаті, 1917 року (після від'їзду М. П. Карабчевського у листопаді 1917) виконував обов'язки голови Ради присяжних повірених при Петроградській судовій палаті -Петербурга через переслідування ЧК. Входив до комісії з видання «Історії російської адвокатури». Написав разом із В'ячеславом Миколайовичем Новіковим коментарі дореволюційних Статутів цивільного та кримінального судочинств, які витримали кілька видань. Входив до ЦК об'єднаної партії трудовиків та народних соціалістів. Був членом ВВНР у Петербурзі. 1917 року прапорщик артилерійського ополчення. У дні Лютневої революції 1917 року взяв участь в організації офіцерства, обраний головою офіцерського комітету Головного артилерійського управління. Від останнього делегований до Ради офіцерських депутатів, увійшов до складу Виконавчого комітету. 26 квітня 1917 року згідно з обранням Виконавчого комітету Ради офіцерських депутатів призначений членом Особливої слідчої комісії для розслідування зловживань з військового відомства, 22 червня 1917 року перепризначений до цієї комісії. 10 травня 1917 року як заступник представника від Партії народних соціалістів увійшов до складу Наради для вироблення «Положення про вибори до Установчих зборів». 14 травня 1917 року за міністра юстиції П. М. Переверзеве призначений директором 2-го департаменту Міністерства юстиції, 19 липня 1917 року згідно з проханням звільнений з посади. У червні 1917 року на 1 з'їзді Всеросійської Трудової народно-соціалістичної партії обрано її ЦК від Народно-соціалістичної партії. Член редакції органу Трудової народно-соціалістичної партії «Народне слово». Від зазначеної партії балотувався до Установчих зборів. Брав діяльну участь у роботі з міського самоврядування, будучи головою та голосним Ливарної районної думи Петрограда. Висувався у міську думу. З серпня 1917 року — товариш міністра продовольства. 16 вересня 1917 року звільнений з посади згідно з власним проханням. Противник більшовицького перевороту. Після жовтня 1917 року юрисконсульт гостреста «Металлолом».

Сестра: Софія Мальвіна Людвігівна Беренштам (1838) – друга дружина київського купця Петра Олександровича Григоровича-Барського, мати піаніста Володимира Петровича Григоровича-Барського.